# Hubina
Hubina é um município da Eslováquia, situado no distrito de Piešťany, na região de Trnava. Tem 26,84 km² de área e sua população em 2018 foi estimada em 498 habitantes.

## Demografia
| Ano:        | 1994 | 2004   | 2014   | 2024   |
| ----------- | ---- | ------ | ------ | ------ |
| Broj ljudi: | 516  | 480    | 491    | 533    |
| Razlika:    |      | -6,97% | +2,29% | +8,55% |

| Ano:               | 2023 | 2024   |
| ------------------ | ---- | ------ |
| Número de pessoas: | 513  | 533    |
| Diferença:         |      | +3,89% |